# Турчянські Теплиці (округ)
Окрес Турчянські Теплиці (або Турчьянські, Турч'янські Теплиці; словац. Okres Turčianske Teplice), в складі Жилінського краю, центральна Словаччина. Адміністративний центр — містечко Турчянські Теплиці. Загалом входить до історичної області Турецького жупану й знаходиться на півдні краю та в центрі Словаччини, в пониззі річки Жарновіца та гірських відрогах Західних Карпат.

## Розташування
Окрес Турчянські Теплиці є крайньою південною територією Жилінського краю. Займає переважно території передгір'я в Турчанській улоговині, загалом становить 393 км² з населенням близько 16 832 мешканців. Центральною віссю округи є низовина річки Жарновіца, яка протікає в улоговині обмеженій зі всіх сторін гірськими відрогами хребтів — Великих Фатр. Розташовані Валчанські пагорби; Дівяцькі пагорби; Кунешовські пагорби; Лучанська Фатра і Флоховський хребет.

## Населення
| Рік:            | 1994.  | 2004.   | 2014.   | 2024.   |
| --------------- | ------ | ------- | ------- | ------- |
| Кількість осіб: | 16 951 | 16 710  | 16 204  | 15 646  |
| Різниця:        |        | -1,42 % | -3,02 % | -3,44 % |

| Рік:            | 2023.  | 2024.   |
| --------------- | ------ | ------- |
| Кількість осіб: | 15 753 | 15 646  |
| Різниця:        |        | -0,67 % |

## Адміністративний поділ
Адміністративна одиниця — окрес Турчянські Теплиці — вперше була сформована 1918 року, ще за мадярських часів. З середини 20 століття окрес вже сформувався остаточно, до нього входять 25 сіл (обец) та сам центр округи містечко Турчянські Теплиці.
Перелік обец, що входять до окресу Турчянські Теплиці та їх орієнтовне розташування — супутникові знимки:
| - Абрамова (Abramová) - Блажовце (Blažovce) - Бодорова (Bodorová) - Борцова (Borcová) - Брьєште (Brieštie) - Будіш (Budiš) - Вельки Чепчин (Veľký Čepčín) - Дубове (Dubové) - Гай (Háj) - Горна Штубня (Horná Štubňa) - Іванчіна (Ivančiná) - Каляменова (Kaľamenová) - Льєшно (Liešno) | - Мали Чепчін (Malý Čepčín) - Мошковец (Moškovec) - Мошовце (Mošovce) - Ондрашова (Ondrašová) - Ракша (Rakša) - Рудно (Rudno) - Склене (Sklené) - Словенске Правно (Slovenské Pravno) - Турчек (Turček) - Чремошне (Čremošné) - Ясеново (Jasenovo) - Язерніца (Jazernica) |